# Conrad Rudolf af Uhr
Conrad Rudolf af Uhr, född 19 maj 1819 i Gefle församling, Gävleborgs län, död 12 mars 1871 i Hovförsamlingen, Stockholm, var en svensk violinist och altviolinist vid Kungliga Hovkapellet. af Uhr invaldes 1850 som associé av Kungliga Musikaliska Akademien.

## Biografi
Conrad Rudolf af Uhr föddes 19 maj 1819. Han var son till grosshandlaren Isak Vilhelm af Uhr och Fredrika Charlotta Eneroth. Han arbetade 1842–1844 vid Mindre teaterns orkester. af Uhr anställdes 1 september 1844 som violinist vid Kungliga Hovkapellet i Stockholm. Han gifte sig 9 augusti 1845 med Wilhelmina Gustafva Granbom. af Uhr anställdes istället som altviolinist vid Kungliga Hovkapellet.
af Uhr invaldes 1850 som associé av Kungliga Musikaliska Akademien. Han komponerade musiken till Johan Börjesons tragedi Brödraskulden, uppförd på Kungliga Teatern 1861 och arrangerade musiken till baletten Vid Chinas Kust, uppförd på Kungliga Teatern 1860.

### Familj
af Uhr gifte sig 9 augusti 1847 med Vilhelmina Gustava Granbom (1824–1911), dotter till häradsskrivaren Johan Olof Granbom och Vilhelmina Elisabet Petré. De fick tillsammans barnen Rudolfina Vilhelmina Charlotta af Uhr (1846–1911) som var gift med byggmästaren Augusta Engström (1855–1902), Maria Charlotta af Uhr (född 1847), David af Uhr (född 1849), Elisabet Fredrika Maria af Uhr (1850–1854), Edla Letitia Amalia af Uhr (1852–1852), Olof Robert Fredrik af Uhr (1854–1854), Olof Robert Israel af Uhr (1857–1862), Gustaf af Uhr (1859–1892), Anna af Uhr (född 1861) som var gift med grosshandlaren August Wickstedt, Vera af Uhr (född 1864) som var gift med ingenjören Johan Johnsen, fältskäraren Olof af Uhr (född 1865) och Carl Åker Ludvig af Uhr (1868–1869).